# I Wanna Be Where You Are
„I Wanna Be Where You Are“ je pesma koju su napisali Leon Verer i Artur Ros za Majkla Džeksona. Zauzimala je četrnaesto mesto na listi američkih pop singlova i drugo na listi ritam i bluz singlova 1972. godine. Ovaj, treći Džeksonov top 40 singl za kuću Motaun je istovremeno debitantska saradnja između pomenutih autora. Pesmu su kasnije izdavali mnogi muzičari počevši od Marvina Geja do Krisa Brauna.